# Erin & Aaron
Erin & Aaron är en amerikansk komediserie skapad av Dicky Murphy för Nickelodeon. Serien, vars handling utspelar sig i staden Asbury Park i New Jersey, premiärvisades för första gången på Nickelodeon den 20 april 2023, för att sedan släppas för streaming på Netflix den 3 november samma år. Seriens två huvudkaraktärer, det vill säga Erin Park och Aaron Williams, spelas av Ava Ro och Jensen Gering.

## Rollista
| Roll                 | Skådespelare   | Svensk röst             |
| -------------------- | -------------- | ----------------------- |
| Erin Park            | Ava Ro         | Olivia Cepeda           |
| Aaron Williams       | Jensen Gering  | Adam Portnoff           |
| Natasha Williams     | Pyper Braun    | Emmi Tjernström         |
| Chuck Park           | David S. Jung  | Anders Öjebo            |
| Sylvia Williams-Park | Larisa Oleynik | Josefina Hylén          |
| Vivian               | Celia Méndez   | Valeri Tocca            |
| Hunter               | Luca Diaz      | Alexander Avre Carlsson |